# Centre hospitalier universitaire vaudois

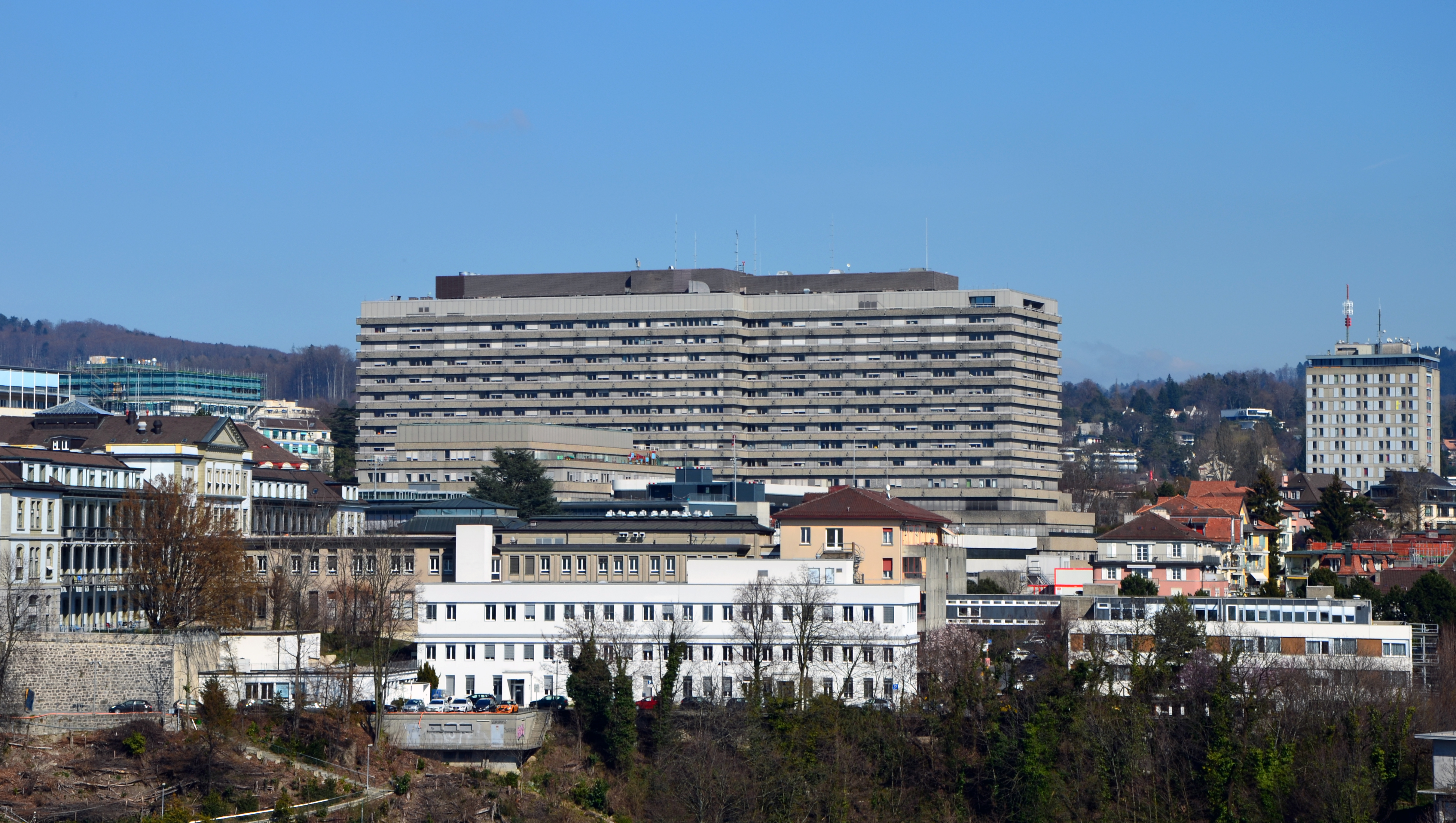
CHUV von der Kathedrale aus gesehen

Das Universitätsspital Lausanne (Centre hospitalier universitaire vaudois, CHUV, wörtlich: Waadtländisches Universitäres Spitalszentrum) ist eines der fünf Universitätsspitäler der Schweiz. Gemäss Ranking der Zeitschrift Newsweek gehört das CHUV 2021 zu den besten 10 Krankenhäusern der Welt.

## Organisation
Das Spital ist mit der Fakultät für Biologie und Medizin der Universität Lausanne (UNIL) verbunden und fungiert als allgemeines Universitätsspital für die Bevölkerung der Region Lausanne. Es deckt alle Bereiche der medizinischen Versorgung ab. Es dient auch als Akut- und Spezialspital für den ganzen Kanton Waadt und die Nachbarkantone. Der Hauptcampus wird von einer Station der Métro Lausanne namens «CHUV» bedient. Einige Labors befinden sich in Épalinges, auf einem gemeinsamen Campus mit der Universität Lausanne und dem Biopôle. Das Krankenhaus von Cery, die psychiatrische Klinik des Universitätsspitals Lausanne, befindet sich in Prilly.
Das CHUV umfasst dreizehn klinische, medizinisch-technische und akademische Abteilungen, zu denen noch das psychogeriatrische Pflegeheim in Gimel hinzukommt. 
- Abteilung für Ausbildung und Forschung
- Abteilung für Medizin
- Abteilung für Chirurgie und Anästhesiologie
- Abteilung für Herz und Blutgefässe
- Abteilung Frau-Mutter-Kind
- Abteilung für Community Health
- Abteilung für den Bewegungsapparat
- Abteilung für klinische Neurowissenschaften
- Abteilung für Onkologie UNIL-CHUV
- Abteilung für medizinische Radiologie
- Abteilung für Laboratorien
- Abteilung für interdisziplinäre Zentren und medizinische Logistik
- Abteilung für Psychiatrie
- Pflegeheim Soerensen-La Rosière: Unterbringung von älteren Menschen, die noch über eine gute körperliche Selbstständigkeit verfügen, aber Suchtprobleme oder psychogeriatrische Probleme haben.

Seit 2016 ist am Unispital Lausanne ein Patientenhotel in Betrieb. Dieses ist für Patienten bestimmt, die aufgrund von Untersuchungen und Behandlungen noch nicht nach Hause zurückkehren dürfen, oder vor einer Operation stehen, gleichzeitig aber nicht mehr auf aufwändige Pflege angewiesen sind. Die Krankenversicherungen übernehmen die Kosten des Aufenthaltes. Angehörige können dort auf eigene Kosten ebenfalls übernachten. Auch für Kongressteilnehmer am CHUV wird das Hotel genutzt.   

## Geschichte
Die Ursprünge des CHUV gehen auf das 13. Jahrhundert zurück, als Aymon von Savoyen, Herr von Agaune und Chablais, 1236 das Maison-Dieu und das Hospiz von Villeneuve errichten liess. Als Wohltätigkeitshospiz nahm das Hospital de Villeneuve Arme und Pilger auf und versorgte sie mit Essen. Im 13. Jahrhundert wurden täglich 1100 Gäste gezählt. Das Hôpital Notre-Dame (oder Hôpital de la Vierge Marie, umgangssprachlich auch Grand Hôpital genannt) wurde zwischen 1277 und 1279 in Lausanne in der Cité-Dessous, dem heutigen Standort des Mercerie-Gebäudes des Gymnase de la Cité, errichtet. Das erste Waadtländer Gesundheitsgesetz, mit dem das Hospiz für Geisteskranke eingerichtet wurde, wurde am 18. Mai 1810 verkündet. Im Dekret über die kantonalen Hospize ist von einem kantonalen Hospiz, einem Hospiz für Geisteskranke und einer Anstalt für Unheilbare die Rede.
Am 20. Februar 1874 genehmigte der Grosse Rat den Bau eines neuen Kantonsspitals im Champ de l'Air. Es wurde am 19. März 1883 eingeweiht und erhielt den Namen Hôpital cantonal du Bugnon. Es bestand aus dem alten Hauptgebäude, dem sogenannten Schlossgebäude sowie vier Pavillons, die inzwischen abgerissen wurden. Das Kantonsspital wurde 1890 mit der Einweihung der medizinischen Fakultät der Universität Lausanne zum Universitätsspital. In den 1950er-Jahren entstand das Konzept einer Spitalstadt, in der alle Abteilungen zusammengefasst werden sollten. Ein kantonaler Erweiterungsplan wurde 1961 vom Staatsrat verabschiedet, der eine Zone ausweist, die ausschliesslich für den Bau von Krankenhäusern von öffentlichem Interesse bestimmt ist. Im Jahr darauf folgte ein kantonaler Spitalplan.
Das Universitätsspital Lausanne entwickelt auf Basis der Kernforschung am CERN eine weltweit neuartige Flash-Strahlentherapie für Krebspatienten. Hersteller des Gerätes ist die Medizintechnikfirma Theryq.  

## Fussnoten
1. ↑  Christoph Meier: Das sind die besten Spitäler der Schweiz. In: Medinside. 5. März 2021, abgerufen am 31. Juli 2023.
2. ↑  Unispital Lausanne geht neue Wege bei Patientenbetreuung. In: Tages-Anzeiger. 22. Juni 2015, abgerufen am 31. Juli 2023.
3. ↑  Erstes Patientenhotel der Schweiz beim Unispital Lausanne eröffnet. In: Watson. 17. November 2016, abgerufen am 31. Juli 2023.
4. ↑  Historique. In: CHUV. Abgerufen am 31. Mai 2023.
5. ↑  Lausanner Spital kämpft mit neuer Technik gegen Krebs-. In: nau.ch. 26. November 2022, abgerufen am 2. August 2023.